# 2975 Spahr
2975 Spahr (1970 AF1) là một tiểu hành tinh vành đai chính được phát hiện ngày 8 tháng 1 năm 1970 bởi H. Potter và A. Lokalov ở Cerro El Roble.
Nó được đặt theo tên Timothy B. Spahr, director thuộc Minor Planet Center.